# 陸長源
陸長源（？—799年），字泳之，蘇州（今江蘇蘇州）人，唐朝政治人物。
出身門第吴郡陆氏，太子詹事陸餘慶之孫，為人剛直苛刻。
建中元年（780年）任建州刺史，擴大其城域。又官汝州刺史。
貞元十二年，援檢校禮部尚書，德宗授董晉為汴州節度使，又擔心董晉太寬柔，遂命陸長源為行軍司馬隨行。陸長源追究士兵們的陳年惡行。董晉一開始支持他，後來見藩鎮中軍心思變，遂制止陸長源作為。
貞元十三年，因善於作詩，和孟郊唱和。
貞元十五年，董晉死，朝廷以陸長源繼位為節度使，軍士譁變，長源於兵變中遇害。著有《辨疑志》。

## 延伸阅读
[在维基数据编辑]
 在维基文库阅读此作者作品
 《舊唐書·卷145》，出自刘昫《舊唐書》